# Mirko Slomka
Mirko Slomka (ur. 12 września 1967 w Hildesheimie) – niemiecki trener piłkarski, piłkarz, grający na pozycji pomocnika.

## Kariera piłkarska
Grał w zespołach niższych lig niemieckich, takich jak ISG Nord, SC Harsum, TuS Lühnde, Stern Misburg, Fortuna Sachsenroß Hannover oraz Hannover 96. Karierę zakończył wcześnie z powodu kontuzji w wieku 22 lat.

## Kariera trenerska
Po zakończeniu kariery piłkarskiej Slomka został trenerem. Najpierw przez 10 lat szkolił juniorów Hannoveru, gdzie za wychowanków miał takich zawodników jak Gerald Asamoah, Sebastian Kehl, Per Mertesacker oraz Fabian Ernst. Następnie wyjechał do Berlina, gdzie czynił to samo z młodymi zawodnikami TeBe Berlin. W 2000 roku na krótko objął pierwszy zespół, a w 2001 roku powrócił do Hannoveru, w którym przez 3 lata towarzyszył trenerowi Ralfowi Rangnickowi. 1 października 2004 roku Rangnick został zatrudniony na stanowisku pierwszego trenera FC Schalke 04 i Slomka ponownie stał się jego asystentem. W grudniu 2005 Rangnick został zwolniony, następnie przez krótki czas trenerem był Oliver Reck, a 4 stycznia 2006 Slomkę mianowano pierwszym trenerem klubu. W sezonie 2005/2006 zajął z Schalke 4. miejsce w lidze, a w 2006/2007 doprowadził je do wicemistrzostwa Niemiec. Po sezonie przedłużono z nim kontrakt do 2009 roku. 13 kwietnia 2008 roku został zwolniony ze stanowiska pierwszego trenera Schalke 04, po przegranej z Werderem Brema 1:5.
W styczniu 2010 roku został trenerem Hannoveru 96. 27 grudnia 2013 roku został z tego stanowiska zwolniony. Zastąpił go Tayfun Korkut.
Od 16 lutego do 16 września 2014 był trenerem Hamburger SV.